# La Bridoire
La Bridoire är en kommun i departementet Savoie i regionen Auvergne-Rhône-Alpes i sydöstra Frankrike. Kommunen ligger i kantonen Le Pont-de-Beauvoisin som tillhör arrondissementet Chambéry. År 2022 hade La Bridoire 1 206 invånare.

## Befolkningsutveckling
Antalet invånare i kommunen La Bridoire
| Referens: INSEE |